# Ethniki Odos 17
Die Ethniki Odos 17 (griechisch Εθνική Οδός 17 ‚Nationalstraße 17‘) ist eine kurze Straßenverbindung in Griechenland.

## Verlauf
Die Straße beginnt südlich der Altstadt von Ioannina (Ιωάννινα) im Stadtteil Sismoplikto an der Straße Ethniki Odos 5 und führt auf der Leoforos Stavrou Niarchou nach Süden zur Umgehungsstraße der Stadt, die mit einer Unterführung gequert wird, und weiter nach Pedini, wo sie nach Südwesten abbiegt und bis zu deren Verzweigung mit der Autobahn Aftokinitodromos 5 parallel zur Autobahn Aftokinitodromos 2 verläuft. Weiter setzt sie sich südlich der A 2 nach Dodoni (Δωδώνη) fort, wo sie im Bereich der Ruinen des antiken Dodona endet.